# Krępa (Białogard)
Krępa (deutsch Krampe, Kreis Belgard) ist eine kleine Ortschaft in der polnischen Woiwodschaft Westpommern und gehört zur Gemeinde Białogard (Belgard) im Powiat Białogardzki.
Krępa liegt 14 Kilometer südwestlich von Białogard und vier Kilometer südwestlich von Podwilcze (Podewils) an einem Landweg von Podwilcze nach Głodzino (Glötzin).
Eigentümer der Ortschaft war die Familie von Podewils, bis es 1788 in den Besitz von Otto Bogislaff von Kleist überging. 1837 erwarb Ramens Starck Krampe.
1867 gab es in dem von 35 Menschen bewohnten Gut drei Wohnhäusern, fünf Wirtschaftsgebäuden und ein Mühlengebäude.
Krampe war bis 1945 ein Ortsteil der Gemeinde Podewils und ist auch heute noch eng mit ihr verbunden. Der Ort bestand aus einer größeren Hoflage mit Forst- und Verwalterhaus und einigen Werkswohnungen. Ortsprägend war die Wassermühle, die von den angrenzenden Teichen betrieben wurde. 
Krampe lag im Landkreis Belgard (Persante) und gehörte zum Amts- und Standesamtsbezirk Rarfin. 
Kirchlich lag Krampe im Kirchengemeindebezirk Podewils innerhalb des Kirchspiels Rarfin im Kirchenkreis Belgard der evangelischen Kirche der Altpreußischen Union. Heute ist Krępa Teil des Kirchspiels Koszalin (Diözese Pommern-Großpolen) der Evangelisch-Augsburgischen Kirche in Polen.